# Sweetmail
sweetmail（スイートメール）は、杉浦真一が開発した、Mac OS X / Mac OS 9 / Mac OS 8及び漢字Talk上で動く電子メールクライアント。

## 概要
sweetmailは、Mac OS Xから漢字Talk7までの幅広いOSをサポートする。古いMacで動作する数少ないフリーメールソフトの一つである。作者の許諾を得た佐藤氏が再配布サイトを運営している。
sweetmailの特徴と利用時の注意事項は、以下の通りである。
- Outbound Port 25 Blockingに対応する。
- ポート変更機能を具備しないため　Servername:587 のようにポート番号を指定する必要がある
- SMTP-AUTHに対応。その為送信認証が必須のメールアドレスが利用可能
- SSL接続 TLS接続には対応していない。

### Mac OS X 版
2009年6月28日に作者の杉浦によりメーリングリストへIntel Mac版が作成されたことが報告された。
新しい公式サイトにて再び公開されている。